# Marienkapelle (Oberstetten)

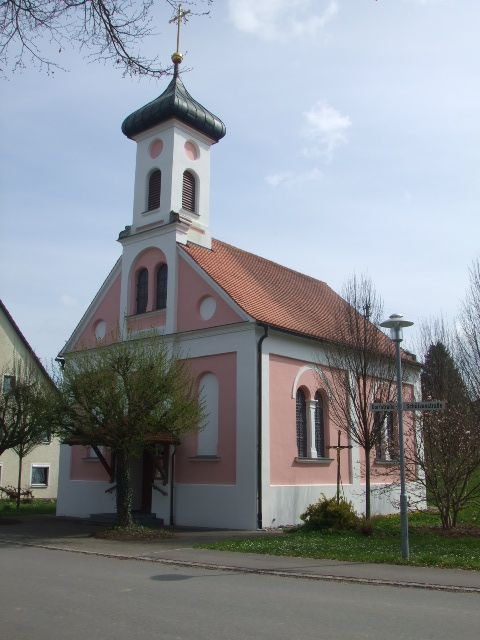
Marienkapelle Oberstetten (2008)

Die Marienkapelle ist eine denkmalgeschützte Kapelle in Oberstetten, einem Teilort von Erlenmoos im Landkreis Biberach in Oberschwaben.

## Beschreibung
Die in den Jahren 1883/84 errichtete Kapelle befindet sich in der Ortsmitte von Oberstetten, einem Ort zwischen Ochsenhausen und Steinhausen an der Rottum. Der einschiffige geostete und biberschwanzgedeckte Bau hat einen segmentierten Chor. Anstatt eines Turmes wurde am westlichen Ende des Satteldaches ein Dachreiter mit Haube und Rundbogenschallöffnungen für die Glocken angebracht.
Die Freskierung der Kirche erfolgte im damaligen Stil der Schablonenmalerei, die die einzelnen Architekturteile der Kapelle hervorhebt. Zur Ausstattung gehören die Skulptur einer Madonna mit Kind im Hochaltar und ein Kruzifix. Im Chor befinden sich Bleiglasfenster.
Die Kapelle wurde in den 1980er Jahren umfassend renoviert.